# Buchsee (Münsing, See)
Der Buchsee ist ein natürlicher See im Landkreis Bad Tölz-Wolfratshausen zwischen den Orten Münsing und Höhenrain gelegen. Der Buchsee ist ein mooriger Toteissee ohne nennenswerte Zu- oder Abflüsse. Der Uferbereich des Sees besteht größtenteils aus einem Schilfgürtel.
Auf der Südwestseite des Sees befindet sich jedoch ein Zugang mit Badebereich und Liegewiese, der zum angrenzenden Bauernhof mit Gastwirtschaft gehört.
Die Eiszerfallslandschaft Buchsee ist vom Bayerischen Landesamt für Umwelt als wertvolles Geotop (Geotop-Nummer: 173R019) ausgewiesen.